# Флаг Русскогвоздёвского сельского поселения
Флаг муниципального образования Русскогвоздёвское сельское поселение Рамонского муниципального района Воронежской области Российской Федерации — опознавательно-правовой знак, служащий официальным символом муниципального образования.
Флаг утверждён 1 августа 2012 года решением Совета народных депутатов Русскогвоздёвского сельского поселения № 94 и 19 октября 2012 года внесён в Государственный геральдический регистр Российской Федерации с присвоением регистрационного номера 7940.
Флаг Русскогвоздёвского сельского поселения отражает исторические, культурные, социально-экономические, национальные и иные местные традиции.

## Описание
«Прямоугольное двухстороннее полотнище с отношением ширины к длине 2:3, составленное из пяти равнозначных вертикальных полос голубого, белого, голубого, белого и голубого цвета. На белых частях полотнища изображены по гвоздю малинового цвета, на голубой центральной части изображено жёлтого цвета копьё со стреловидным наконечником, завершённое вверху восьмиконечным крестом».

## Обоснование символики
Первое поселение на реке Гвоздёвка образовалось в конце XVI — начале XVII веков. Позже рядом появилось ещё одно поселение, которое назвали Малая Гвоздёвка, а первое назвали Большой Гвоздёвкой. Об этом говорится в «Дозорной книге» 1615 года. Оба поселения были образованы служилыми людьми. Согласно «Воронежской писцовой книге» 1629 года поселения подвергались нападениям крымских татар. Малую Гвоздевку заселяли казаки с Украины, Большую — русские крестьяне. Поэтому Малая Гвоздевка получила название Панская Гвоздёвка (затем просто Гвоздёвка), а Большая Гвоздёвка превратилась в Русскую Гвоздёвку.
Два гвоздя — гласный символ двух сёл, входящих в состав поселения: Русская Гвоздёвка и Гвоздёвка. И хотя названия этих сёл не связаны с гвоздями (вероятно, они произошли от древнерусского слова «гвазда» — слякоть, грязь), тем не менее, такой приём как созвучие названия территории и предмета встречается на гербах и флагах довольно часто.
Копьё, в виде заострённого стреловидным наконечником «русского» восьмиконечного креста, также усиливает созвучие с прилагательным «Русская Гвоздёвка». Копьё символизирует те давние времена, когда население этих земель несло стороженную службу по охране проходивших здесь южных границ Московского княжества. Копьё с крестом — аллегория копья Святого Георгия, символ Георгиевской церкви, построенной в селе в 1685 году (до настоящего времени не сохранилась).
Голубой цвет (лазурь) — символ возвышенных устремлений, искренности, преданности, возрождения.
Белый цвет (серебро) — символ чистоты, открытости, божественной мудрости, примирения.
Малиновый цвет (пурпур) — символ власти, славы, почёта, благородства происхождения, древности.
Жёлтый цвет (золото) — символ высшей ценности, величия, богатства, урожая.